# Morning Glory
Morning Glory – jednostka osadnicza w Stanach Zjednoczonych, w stanie Teksas, w hrabstwie El Paso.